# 宮城県道269号亘理インター線

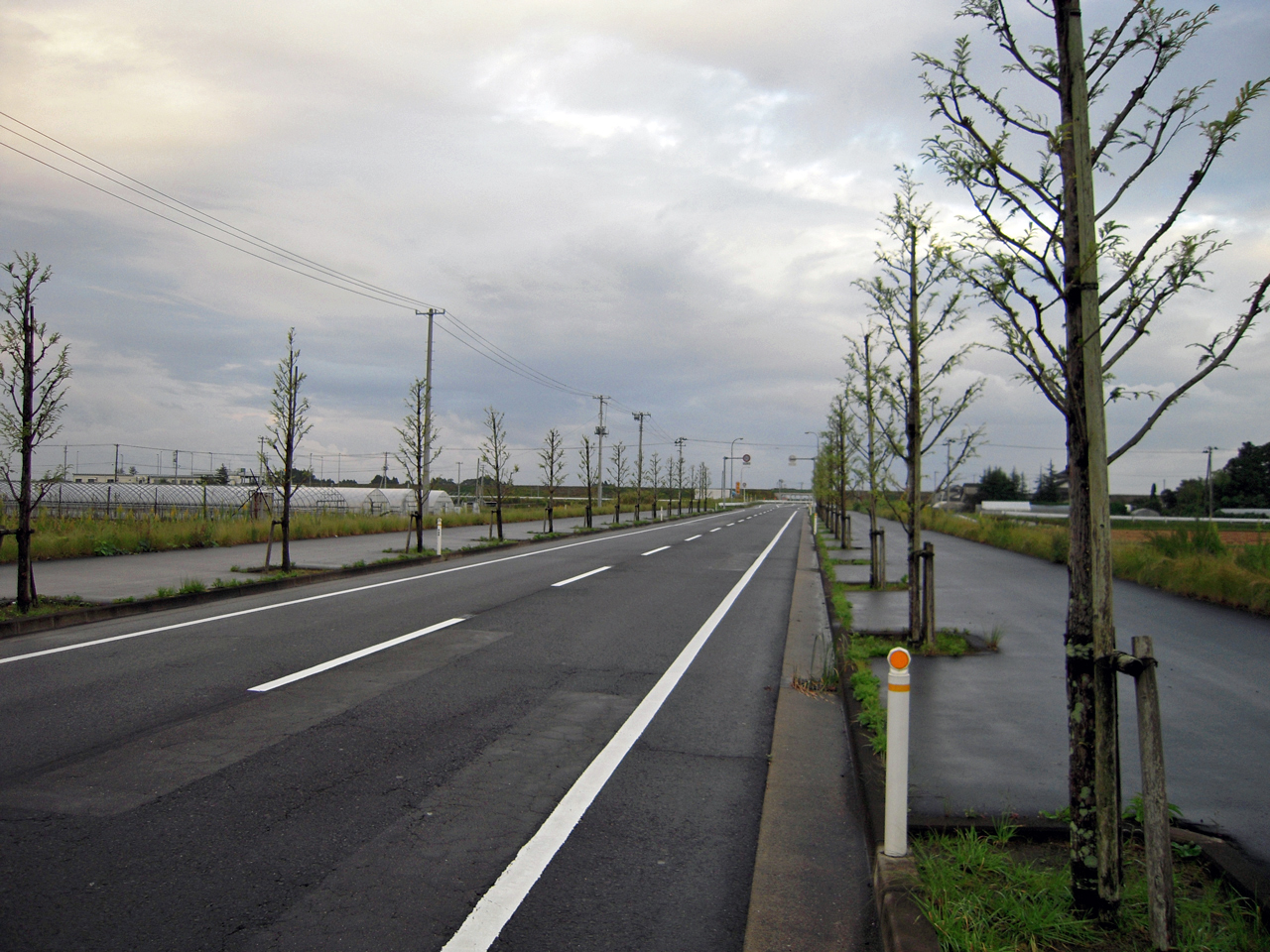
国道6号側より亘理IC方向を望む（2008年10月撮影）

宮城県道269号亘理インター線 （みやぎけんどう269ごう わたりインターせん）は、宮城県亘理郡亘理町の国道6号と常磐自動車道の終点・仙台東部道路の起点である亘理ICを結ぶ一般県道である。

## 路線概要
- 起点：宮城県亘理郡亘理町逢隈中泉（国道6号交点）
- 終点：宮城県亘理郡亘理町逢隈牛袋（亘理IC）
- 路線延長：1,040 m
- 供用開始：2001年（平成13年）8月1日……仙台東部道路 亘理IC - 岩沼IC間が開通した日である

## 通過する自治体
- 宮城県
  - 亘理郡亘理町

## 接続する道路
- 国道6号
- 仙台東部道路
- 常磐自動車道